# José Miguel Álvarez
José Miguel Álvarez Pozo, né le 26 novembre 1949 et décédé le 31 mai 2016, est un joueur de basket-ball cubain.

## Biographie
José Miguel Álvarez joue pour l'équipe de Cuba de basket-ball lors des Jeux olympiques d'été de 1972 à Munich. Les Cubains y remportent la médaille de bronze.